# ماركوس كارلسون (لاعب كرة قدم)
ماركوس كارلسون (بالسويدية: Markus Karlsson)‏ هو لاعب كرة قدم سويدي، ولد في 13 ديسمبر 1979 في دغرفوش في السويد. لعب مع أيك سولنا.

## وصلات خارجية
- ماركوس كارلسون على موقع قاعدة بيانات كرة القدم.إي يو (الإنجليزية)
- ماركوس كارلسون على موقع عالم كرة القدم.نت (الإنجليزية)